# 張永霖
張永霖，JP（1948年5月30日—），揮揚企業主席、香港興業國際集團獨立非執行董事、中國聯合網絡通信（香港）股份獨立非執行董事。

## 背景
張永霖生於香港，小時候在香港島華富邨長大，母親在中環經營報紙檔1960年代在高主教書院就讀小學和中學（1966年中五，與馮載祥為同屆同學），及後在中六時由高主教書院轉到聖馬可中學。又因當時聖馬可中學沒有中七課程而轉到聖士提反女子中學完成中七的課程，成為女校男生。張永霖在大學時期為宿舍費及飲食費而四處張羅，曾在晚上到西區街坊福利會教授英文。1971年於香港大學經濟及政治科學系畢業後，他加入國泰航空公司工作23年，曾任國泰航空台灣分公司總經理（就任期間發生了桃園機場事件）及副董事總經理，1978年取得香港大學工商管理學文憑。至1989年獲當時香港總督衛奕信的邀請，被全職借調入香港政府的中央政策組工作。1994年，張永霖加入香港電訊出任行政總裁，年薪逾千萬，被喻為「打工皇帝」。
1998年至1999年，張永霖連續兩年榮獲《亞洲電訊雜誌》（Telecom Asia）選為「亞洲最佳電訊行政總裁」；1999年，在DHL/南華早報舉行的評選活動中，張永霖獲評為該年度「香港最佳行政人員」。2000年，英國大東電報局有意將香港電訊出售給新加坡電信，令香港的固網市場落入外人手中，張永霖一手撮合李澤楷的盈科數碼動力借債港幣900億元鯨吞香港電訊，於盈動收購電訊前，張永霖曾以「青樓名妓」比喻自己的境況。2000年8月，盈科數碼與香港電訊合併為電訊盈科，盈動與一小撮電訊高層簽署了僱傭合約，張永霖的年期為三年，升任香港電訊盈科副主席直至2004年2月辭職，拿走港幣4,500萬元離職金，是最後一個前朝元老。
2008年12月，張永霖出任亞洲電視執行主席，前競爭對手王維基則擔任行政總裁。2009年12月，《明報》財經版報道張永霖於11月底辭職，並於12月1日獲亞視董事局接納，辭職信中聲稱「不能接納董事局內的不公平情況」而請辭，但未有說明詳細原委。曾表示將以三年時間令亞洲電視轉虧為盈的張氏，僅僅一年後便結束其於亞視的職務。同年12月7日，亞洲電視董事局宣布接受張永霖辭去董事兼董事局主席。

## 主持電台節目
2009年，張永霖於香港電台第一台主持節目《張永霖的世界》，與聽眾分享他的人生經歷，及對人對事的一些看法。第一輯節目於2010年2月28日播出最後一集的節目。，第二輯由2011年9月4日至2012年4月8日，第三輯由2012年10月14日至2013年4月21日，逢星期日下午四時播出。

## 著作
- 《成功路──張永霖的世界1》[12]，天地圖書有限公司2007年7月初版，ISBN 9789882116825

## 家族
張永霖和老婆育有兩個女。弟弟張永森曾經出任美孚新邨的區議員長達37年，亦曾經是立法會議員，他兒子是藝人張明偉。

## 外部連結
维基共享资源上的相關多媒體資源：張永霖